# Corpo del genio della Marina
Il Corpo del Genio della Marina, abbreviato GM, è uno dei sei corpi della Marina Militare i cui più noti esponenti sono stati Benedetto Brin, Vittorio Cuniberti, Ernesto Martinez, Raffaele Rossetti, Angelo Scribanti, Teseo Tesei.
Così come tutti i corpi della Marina, salvo il Corpo degli Equipaggi Militari Marittimi (CEMM) e il Corpo delle capitanerie di porto - Guardia costiera (CP), esso è costituito unicamente da ufficiali, provenienti, per la maggior parte, dai Corsi normali dell'Accademia Navale di Livorno oppure, in alcuni casi, selezionati da concorsi. La laurea prevista per gli ufficiali dei ruoli normali in Accademia è quella in ingegneria navale (3+2). Il Corpo del Genio della Marina è retto da un ammiraglio ispettore capo.

## Compiti
Il Genio navale è preposto al mantenimento e allo sviluppo del materiale navale della Marina Militare. A tal fine gli ufficiali del Genio navale prestano servizio sia in qualità di ufficiali di macchina imbarcati sulle unità navali, sia nel personale dirigenziale degli enti tecnici della Marina, in special modo gli arsenali navali. A bordo l'ufficiale svolge compiti di responsabilità riguardanti la propulsione, la generazione di energia elettrica, lo scafo, la sicurezza e tutti gli impianti non elettronici di bordo. A terra si hanno invece compiti di supporto negli arsenali per le navi ai lavori, di aiuto alla progettazione di nuove unità e di responsabilità in ambiente tecnico.
Il corpo del genio navale è famoso per i mezzi da incursione, subacquei e non, inventati dagli stessi ufficiali (SLC o "maiali", "grilli", MAS, ...). A partire dal 1º gennaio 2017 in seguito all'unificazione del Corpo delle armi navali con il Corpo del genio navale le armi navali costituiscono una specialità del Genio navale, che si articola pertanto nelle seguenti specialità:
- Specialità genio navale (GM/GN)
- Specialità genio infrastrutture (GM/INFR)
- Specialità armi navali (GM/AN)

## Storia
La storia del Corpo del Genio navale è iniziata subito dopo la proclamazione del Regno d'Italia, quando con la nascita della Regia Marina, l'allora ministro della Marina Cavour, istituì il corpo del Genio navale, potenziando il già esistente "Corpo degli Ingegneri costruttori navali della Real Marina". Al corpo del Genio navale vennero assegnati con R.D. 1 aprile 1861 "compiti di studio e progettazione di macchine e scafi". Il corpo, con R.D. 9 dicembre 1866 n. 3486 assunse lo status militare. La condotta delle macchine veniva affidata ad un "Corpo di ufficiali macchinisti", provenienti dai sottufficiali, iscritti in un ruolo aggregato al corpo di Stato Maggiore. La funzione di raddobbo e riparazione degli scafi e degli apparati motori veniva invece affidata agli "ufficiali di arsenale", inquadrati in un ruolo a parte, anch'esso aggregato al corpo di Stato Maggiore.
Con l'"Ordinamento Brin" (legge 3 dicembre 1878, n. 4610) il Corpo dei macchinisti veniva aggregato, con ruolo a parte, al corpo del Genio navale, mentre gli ufficiali di arsenale venivano trasferiti in un "Corpo civile tecnico". Nel 1913 venne ripristinata la situazione organica precedente, aggregando nuovamente gli ufficiali macchinisti al corpo di Stato Maggiore. Nel 1924 con l'Ordinamento "Thaon di Revel", gli Ufficiali Macchinisti vennero staccati dallo Stato Maggiore e costituirono il "Corpo degli ufficiali per la direzione di macchine". Nel 1926, infine, con l'Ordinamento "Mussolini" in seguito alla legge 8 luglio 1926 n. 1178, il corpo degli ufficiali per la Direzione di macchine venne sciolto e, previa l'acquisizione della laurea in ingegneria navale e meccanica, veniva fuso nel corpo del Genio navale, che veniva pertanto ad accentrare, le funzioni di progettazione e di condotta degli apparati motori e ausiliari a bordo delle navi. Tale ordinamento, con le opportune e necessarie varianti che hanno tenuto conto dei cambi organizzativi della Marina, è tuttora in vigore e fissa, all'art. 27, i compiti assegnati al Corpo.
Il Corpo del genio navale ha avuto una rilevante importanza nello sviluppo sociale, industriale e tecnologico dell'Italia, l'ideazione e la progettazione di navi da guerra di varie categorie e dimensioni, ovunque apprezzate e già nel 1890, la flotta della Regia Marina era la terza del mondo, con un fiorire di idee e progetti che hanno favorito innovazioni rivoluzionarie nel settore delle costruzioni navali militari, nella dottrina navale e nel concetto stesso di potere marittimo, quali la costruzione della vasca navale di La Spezia, il progetto delle corazzate monocalibro e delle prime unità subacquee, l'invenzione dello snorkel e le prime esperienze in campo aeronautico.

## Specialità genio navale

Distintivo di capitano di corvetta della specialità del Genio navale (GM/GN)

Gli ufficiali della specialità Genio navale si occupano i servizi tecnici delle unità navali e dei sommergibili, arrivando a dirigere i sistemi di propulsione, gli impianti di piattaforma e i servizi elettrici e gestiscono gli impianti di sicurezza della piattaforma, oppure operano nel settore delle infrastrutture sia nel campo della progettazione che in quello della gestione tecnica e amministrativa.
Gli ufficiali frequentano il Corso di laurea in Ingegneria navale e dall'anno accademico 2011-12 per un numero limitato di 2/3 degli ufficiali del corso, in Ingegneria civile e ambientale dopo aver frequentato un corso di quattro anni presso l’Accademia Navale terminano la loro formazione universitaria, conseguendo la Laurea magistrale, presso gli atenei convenzionati di Genova, Napoli o di Trieste.
Ulteriori abilitazioni o specializzazioni che possono essere conseguite dagli ufficiali del genio navale sono quella di ufficiale del genio navale sommergibilista e ufficiale del genio navale tecnico di aeromobili, specialità alle quali, su richiesta degli interessati, gli ufficiali possono essere assegnati, previa verifica del possesso di particolari requisiti psico-fisici.

### Ufficiale del genio navale sommergibilista
Gli ufficiali del genio navale sommergibilisti svolgono tutti gli incarichi connessi alla manutenzione e alla condotta degli impianti di bordo delle Unità Subacquee con responsabilità crescenti sino all’incarico di Direttore di macchina. Ultimati gli incarichi nella componente subacquea, gli ufficiali possono proseguire il loro iter professionale nel settore, presso i competenti Comandi/Reparti, o armonizzarsi con quello dei colleghi di estrazione navale svolgendo funzioni sia nel campo specialistico di appartenenza che in altri settori della Forza Armata.

### Ufficiale del genio navale tecnico di aeromobili
Gli ufficiali del genio navale tecnici di aeromobili svolgono tutti gli incarichi connessi alla manutenzione e all’impiego degli aeromobili della Marina Militare, delle relative armi e delle apparecchiature con responsabilità crescenti fino all’incarico di Capo Servizio Tecnico. Ultimati gli incarichi nella Componente Aeromobili, gli ufficiali possono proseguire il loro iter professionale nel settore, presso i competenti Comandi/Reparti, o armonizzarsi con quello dei colleghi di estrazione navale svolgendo funzioni sia nel campo specialistico di appartenenza che in altri settori della Forza Armata.

## Specialità genio infrastrutture

Distintivo di tenente di vascello del Genio infrastrutture (GM/INFR)

Gli ufficiali della specialità Genio infrastrutture, caratterizzati da un impiego formativo iniziale puramente navale, svolgono tutti gli incarichi connessi alla progettazione e alla manutenzione delle infrastrutture della Marina Militare con responsabilità crescenti fino a ricoprire l’incarico di direttore di un ufficio del Genio Militare Marittimo o altre cariche di vertice presso il Segretario generale, presso l'Ispettorato per il supporto logistico e dei fari, presso la Direzione degli armamenti navali, presso la Direzione generale del Genio militare o presso Centri tecnici di specializzazione sia della Forza armata sia a livello interforze.
La loro formazione universitaria prevede la laurea in Ingegneria civile e ambientale, con un'aliquota degli ufficiali, selezionata sulla base delle capacità individuali e del merito, destinata ad una formazione tecnica avanzata con il conseguimento della specializzazione a livello di Master universitario di II livello per il consolidamento delle competenze in ambito progettuale, gestionale e per lo sviluppo di nuove soluzioni tecniche e tecnologiche in ambito Ingegneristico.
Gli ufficiali della specialità Infrastrutture, dopo un periodo formativo iniziale di carattere navale, svolgono incarichi connessi alla progettazione e manutenzione degli immobili e delle infrastrutture della Marina, e nel proseguimento della loro carriera professionale possono poi proseguire presso gli Alti comandi e presso i reparti dello stato maggiore della forza armata o Interforze.
Gli ufficiali della specialità Infrastrutture, dopo un periodo formativo iniziale di carattere navale, svolgono incarichi connessi alla progettazione e manutenzione degli immobili e delle infrastrutture della Marina, fino a ricoprire gli incarichi apicali di settore in ambito Forza armata ed interforze. Seguono un iter formativo incentrato sul corso di laurea in Ingegneria civile e ambientale.

## Specialità armi navali

Grado su tubolare per tenente di vascello delle Armi navali (GM/AN)

Le armi navali costituiscono una specialità Corpo del genio della Marina (GM) a partire dal 1º gennaio 2017 in seguito all'unificazione del Corpo delle armi navali con il Corpo del genio navale.
Gli ufficiali della specialità delle armi navali dopo aver frequentato il corso di laurea in ingegneria delle telecomunicazioni, in convenzione con l'Università di Pisa conseguono la relativa Laurea magistrale, perfezionando le loro conoscenze professionali con l'acquisizione di una specializzazione attraverso il conseguimento di un Master di II livello, tra le aree della guerra elettronica, sensori e sistemi d'arma, fotonica ed optoelettronica, telecomunicazioni, elettroacustica subacquea, comunicazioni satellitari e piattaforme orbitanti, munizionamento avanzato, logistica integrata, systems engineering & project management, in convenzione con le Università di Genova, Pisa e Roma.
Nel corso della loro carriera possono ricoprire incarichi di vertice presso il Segretario generale della difesa, il Comando logistico della Marina Militare, gli Arsenali militari marittimi e vari Centri di sperimentazione e ricerca della Marina Militare e Interforze.
La loro formazione consente di assolvere a molteplici funzioni di carattere tecnico/operativo, tecnico/amministrativo e ingegneristico, con un impiego o a bordo delle unità della squadra navale, come elementi di staff del Comando di bordo per gli aspetti tecnico-ingegneristici del sistema di combattimento, o presso lo Stato Maggiore della Marina fino ad assumere incarichi direttivi e gestionali di programmi di sviluppo e potenziamento della Forza armata, in ambito nazionale ed internazionale, o presso gli arsenali e gli enti operativi per il mantenimento in efficienza dei mezzi navali, aerei e subacquei della Marina Militare ed il supporto alle operazioni navali, o presso il Segretario generale della difesa e le dipendenti Direzioni fino ad assumere incarichi direttivi e gestionali per gli aspetti di verifica, validazione e collaudo.

## Gradi
Dopo la riforma delle denominazioni dei gradi della Marina Militare introdotta nel 1973, gli ufficiali del Genio navale portano gli stessi gradi degli altri ufficiali della Marina Militare, con l'aggiunta del suffisso (GN). Rimangono diverse le denominazioni dei gradi di ammiraglio ispettore, equivalente ad ammiraglio di divisione, ed ammiraglio ispettore capo, equivalente ad ammiraglio di squadra. Fino alla riforma del 1973 i gradi degli ufficiali (GN) avevano le stesse denominazioni in uso nell'Esercito Italiano. Quindi il tenente di vascello (GN) si chiamava capitano (GN), e così via per gli altri gradi. Per gli ufficiali generali fino al 1973 la denominazione dei gradi era maggior generale rinominato contrammiraglio, tenente generale, rinominato ammiraglio ispettore e generale ispettore, rinominato ammiraglio ispettore capo.
Per quanto riguarda la foggia dei gradi, con l'eccezione di quella degli ammiragli che è unica per tutti i corpi, l'unica differenza è il panno color amaranto posto sotto le strisce dorate ed i giri di bitta sovrastanti.